# Valentina Blažević
Valentina Blažević (* 14. Februar 1994 in Split) ist eine kroatische Handballspielerin, die dem Kader der kroatischen Nationalmannschaft angehört.

## Karriere

### Im Verein
Blažević lief anfangs für die Damenmannschaft von RK Dalmatinka Ploče auf, für die sie ab der Spielzeit 2010/11 bis 2012/13 in der höchsten kroatischen Spielklasse auflief. Im Sommer 2013 schloss sie sich dem Ligakonkurrenten ŽRK Sesvete Agroproteinka an. Die Rückraumspielerin lief drei Spielzeiten für Sesvete Agroproteinka auf, in denen sie jeweils über 100 Tore warf.
Blažević stand in der Saison 2016/17 beim slowenischen Spitzenverein Rokometni Klub Krim unter Vertrag. Mit Krim gewann sie sowohl die slowenische Meisterschaft als auch den slowenischen Pokal. Daraufhin schloss sie sich dem polnischen Erstligisten Pogoń Szczecin an. Nachdem Blažević in zwei Spielzeiten über 200 Treffer für Pogoń Szczecin erzielt hatte, schloss sie sich dem Ligakonkurrenten MKS Lublin an. Aufgrund von Verletzungen absolvierte Blažević in der Saison 2019/20 lediglich 13 Partien für Lublin, in denen sie 35 Tore warf. Anschließend wechselte sie zum rumänischen Erstligisten CS Măgura Cisnădie. Ab der Saison 2022/23 stand sie beim Ligakonkurrenten SCM Gloria Buzău unter Vertrag. Seit der Spielzeit 2024/25 steht sie beim Verein SCM Craiova unter Vertrag.

### In der Nationalmannschaft
Blažević nahm mit der kroatischen Juniorinnennationalmannschaft an der U-20-Weltmeisterschaft 2014 teil. In acht Partien erzielte sie insgesamt 25 Treffer. Mittlerweile  läuft sie für die kroatische A-Nationalmannschaft auf. Mit Kroatien nahm sie an der Europameisterschaft 2016, an der Europameisterschaft 2018 und an der Europameisterschaft 2020 teil. Bei der EM 2020 gewann sie die Bronzemedaille. Blažević steuerte insgesamt 22 Treffer zum Medaillengewinn bei. Zwei Jahre später nahm Blažević erneut an der Europameisterschaft teil, bei der sie mit 23 Treffern die torgefährlichste Spielerin der kroatischen Auswahl war. Ein Jahr später belegte sie mit Kroatien bei der Weltmeisterschaft den 14. Platz. Blažević warf im Turnierverlauf 20 Tore.